# Guardia di Finanza
Guardia di Finanza – wyspecjalizowana włoska policja podległa Ministerstwu Gospodarki i Finansów w Rzymie, zajmująca się zwalczaniem przestępstw gospodarczych oraz pełniąca funkcję straży celnej.

## Historia
Historia korpusu sięga 1774 roku. Z woli Wiktora Amadeusza III w Królestwie Sardynii utworzony został specjalny legion piechoty, który odpowiadać miał za nadzór finansowy w państwie (wł. Legione Truppe Leggere). Po zjednoczeniu Włoch i powstaniu jednego królestwa unifikacji uległy różne formacje odpowiedzialne za nadzór finansowy i pobór ceł. W 1862 utworzono jednolity Korpus Straży Celnej (wł. Corpo delle Guardie Doganali), który 8 kwietnia 1881 przemianowany został na Królewski Korpus Straży Skarbowej (wł. Corpo della Regia Guardia di Finanza). W 1911 Wiktor Emanuel III nadał korpusowi sztandar wojskowy. Uroczysta ceremonia odbyła się na hipodromie wojskowym Tor di Quinto w Rzymie 7 czerwca 1914 roku.
Podczas I wojny światowej gwardziści brali czynny udział w walkach toczonych na froncie tyrreńskim (Carnia, nad Soczą, na Krasie, na Marmoladzie, w Alpach Retyckich) i w Albanii. W obu wojnach światowych zginęło 4209 czynnych gwardzistów.
Do 2010 roku stanowisko głównodowodzącego obsadzane było przez trzygwiazdkowego generała wywodzącego się z innej formacji wojskowej. Po reformie może nim zostać mianowany również dowódca wywodzący się z samego korpusu.

## Struktura organizacyjna
Główny dowódca powoływany jest uchwałą rady ministrów na wniosek ministra gospodarki i finansów w porozumieniu z ministrem obrony. Podlega bezpośrednio ministrowi gospodarki i finansów, w sensie militarnym szefowi sztabu obrony. Komendantowi generalnemu podlega sześć dowództw kierowanych przez generałów korpusu. Ich biura znajdują się w: Mediolanie, Wenecji, Florencji, Rzymie, Neapolu i Palermo. Niższymi szczeblem są dowództwa regionalne, jest ich 19. Zarządzają nimi generałowie dywizji. Kolejnymi w hierarchii są dowództwa prowincjalne, jest ich 104. Istnieje również 15 departamentów operacyjnych lotnictwa oraz 26 stacji ratownictwa górskiego.

## Struktura szkoleniowa
Głównym ośrodkiem szkoleniowym jest Akademia Korpusu Straży Skarbowej (wł. Accademia della Guardia di Finanza) mająca swoją siedzibę w Bergamo. Została założona w 1896 roku. Zajmuje się szkoleniem funkcjonariuszy, zarządzana jest przez oficera w stopniu generała. W 1996 roku otwarto wydział w Castelporziano w Rzymie. W L’Aquila korpus prowadzi Szkołę Inspektorów i Superintendentów Korpusu Straży Skarbowej (wł. Scuola ispettori e sovrintendenti della Guardia di Finanza).

## Kompetencje
Do kompetencji gwardzistów należy zapobieganie przestępstwom takim jak: uchylanie się od opodatkowania, obchodzenie podatków, pranie pieniędzy, fałszowanie pieniędzy, przemyt, podrabianie znaków towarowych, łamanie prawa patentowego, nadużycia oznakowania CE, handel narkotykami, finansowanie terroryzmu, nielegalna imigracja, handel ludźmi, łamanie ustawy hazardowej.